# Mine d'or de Rosebel
La mine d'or de Rosebel est détenue conjointement par Zijin Mining (95 %) et le gouvernement du Suriname (5 %).
La mine est située dans le district de Brokopondo, dans le nord-est du Suriname. La propriété Rosebel se trouve à environ 85 kilomètres au sud de la capitale Paramaribo. La concession minière occupe une surface de 170 km².

## Histoire
L'or a été découvert pour la première fois dans la région de Rosebel en 1879, alors que des orpailleurs travaillaient à petite échelle sur la concession. Depuis sa découverte, le terrain est à la fois détenu et exploité par des intérêts publics et privés. Parmi les propriétaires privés notables, on compte Placer Development Ltd. de Vancouver entre 1974 à 1977, Grasshopper Aluminum Company entre 1979 à 1985 et Golden Star Resources Ltd. à partir de 1992. En octobre 2001, Cambior a acquis la participation de Golden Star dans la propriété Rosebel.
La production commerciale a commencé en février 2004. IAMGOLD a acquis Rosebel dans le cadre de son acquisition de Cambior à la fin de 2006. En 2008, mine employait un total de 1 199 personnes. La propriété est accessible  en toutes saisons depuis Paramaribo via des routes et des pistes, pour un trajet d'environ 110 kilomètres. La concession Rosebel comprend un petit aérodrome appelé Gross Rosebel (en), avec une piste d'atterrissage longue d'un kilomètre, situé à environ 2 kilomètres de l'usine, et est responsable de la sécurité, de l'entretien et de l'éclairage. L'électricité de Rosebel provient du barrage d'Afobaka situé à proximité, ainsi que d'une centrale diesel.
En juin 2013, IAMGOLD et le gouvernement du Suriname ont signé un accord prolongeant le bail jusqu’en 2042.
Le 28 mai 2014, IAMGOLD a commencé l’installation de ce qui devait être le plus grand projet photovoltaïque du Suriname. Ce projet d'un coût de 14 millions de dollars augmentera la puissance disponible pour la mine.

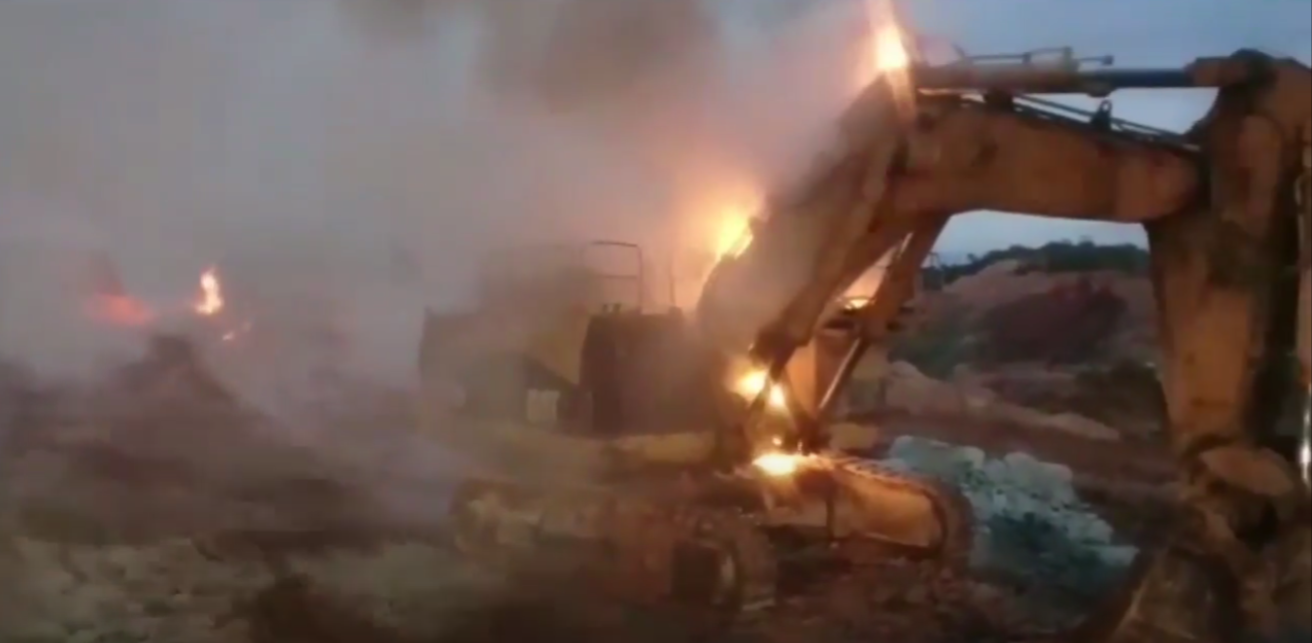
Protestation de petits chercheurs d'or en 2019

En juillet 2017, Iamgold a révélé qu'elle avait augmenté ses réserves de 80 % et que ce nouveau stock permettait de prolongera la durée de l'exploitation minière jusqu'en 2028.
En juillet 2019, des troubles ont eu lieu dans le secteur de la mine et ont fait la une des journaux. Un homme a été tué après que la police a tenté d'intervenir auprès de petits chercheurs d'or qui prospectaient pour leur propre compte. La parlementaire locale Diana M. Pokie (en) a dû intervenir. Elle a appelé les propriétaires de la mine à trouver une solution et à verser une indemnisation à la famille de l'homme décédé.
Le 18 octobre 2022, Zijin Mining a acheté 95 % des participations d'IAMGOLD dans la mine d'or Rosebel, le gouvernement du Suriname conservant une participation de 5 %. L’accord a été conclu le 1er février 2023.

## Production
Au Suriname, à proximité de la ville de Brownsweg, la mine d'or de Rosebel est exploitée à ciel ouvert par la compagnie Rosebel Gold Mines NV, filiale de Zijin Mining.
En 2004, Golden Star Resources et Cambior ont mené les travaux d’exploration et de développement pour amener la mine en production commerciale.
Golden Star a vendu sa participation à Euro Ressources SA qu'IAMGOLD a acquise en 2008; tandis qu'IAMGOLD avait acquis Cambior en 2006.
Avec un stock d'or d'abord estimé à 82 tonnes d'or (2,9 millions d'onces) en 2020 (avec des réserves supplémentaires dans la zone d'expansion voisine de "Saramacca" et un potentiel d'extraction de zinc), la mine a produit environ 8,5 tonnes (300 000 onces) d'or par an. La mine d'or Rosebel a commencé sa production commerciale en 2004 et, à la fin de 2016, elle avait produit 125 tonnes d'or (4,4 millions d'onces).

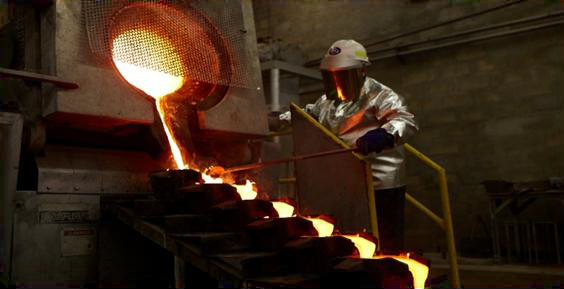
Coulée d'or à la mine d'or Rosebel

Les chiffres de production récents de la mine étaient les suivants :
| Année | Production (tonnes) | Production (onces) | Estimations       |
| 2011  | 11,5                | 406 000            |                   |
| 2012  | 11,4                | 402 000            |                   |
| 2013  | 10                  | 354 000            | 365 000 à 385 000 |
| 2014  | 9,7                 | 342 000            |                   |
| 2015  | 8,56                | 302 000            | 290 000 à 300 000 |
| 2016  | 8,84                | 312 000            |                   |
| 2017  |                     | À déterminer       | 295 000 à 305 000 |